# Vysoká u Příbramě
Vysoká u Příbramě é uma comuna checa localizada na região da Boêmia Central, distrito de Příbram.